# Giovanni Reinardo I di Hanau-Lichtenberg
Giovanni Reinardo I di Hanau-Lichtenberg (Bitche, 13 febbraio 1569 – Lichtenberg, 19 novembre 1625) fu conte di Hanau-Lichtenberg.

## Biografia
Giovanni Reinardo I era figlio del conte Filippo V di Hanau-Lichtenberg e della sua prima moglie, Ludovica Margherita del Palatinato-Zweibrücken-Bitsch. Egli venne battezzato a Bitsch il 28 febbraio 1569.
Giovanni Reinardo frequentò l'Università di Strasburgo e completò il proprio Grand Tour toccando tappe importanti come la Francia, l'Italia, i Paesi Bassi e l'Inghilterra. Dopo il suo matrimonio gli venne assegnato il castello di Babenhausen come residenza ufficiale. Si dedicò all'architettura rimodellando la chiesa locale di San Nicola oltre a distinguersi come valido storico interessato in genealogia ed araldica.

### Il governo
Sotto il suo governo nel 1612 nella capitale di Buchsweiler venne fondata un liceo superiore di latino che rimase in auge sino al 1792. Essa era la controparte del liceo presente ad Hanau nella contea di Hanau-Münzenberg.
Fu lui infine a concludere con il cugino conte Filippo Luigi II di Hanau-Münzenberg un contratto familiare nel 1610 secondo il quale all'estinzione della casata di Hanau-Münzenberg l'omonima contea sarebbe passata ai discendenti di Giovanni Reinardo I che erano i suoi parenti più prossimi, concordato confermato successivamente dall'Imperatore Rodolfo II d'Asburgo. A quel tempo il contratto poteva apparire svantaggioso per gli Hanau-Lichtenberg in quanto gli Hanau-Münzenberg disponevano di diversi membri maschi anche se a distanza di poco più di un trentennio il contratto ebbe effetto a pieno.
Egli prese parte all'incoronazione dell'imperatore Mattia d'Asburgo nel 1612 e poi a quella dell'Imperatore Ferdinando I nel 1619.
Con l'inizio della Guerra dei Trent'anni nel 1618, la contea di Hanau-Lichtenberg soffrì molto data la sua ubicazione nei pressi del Palatinato e nella valle del Reno al confine tra Francia e Germania. Il conte Giovanni Reinardo tentò di mantenere la neutralità nella sua contea per proteggerla ma senza successo in quanto Babenhausen venne più volte occupata dalle diverse fazioni e gran parte dei villaggi circostanti vennero saccheggiati con la conseguente dipartita di molti abitanti verso altre mete. A Babenhausen, inoltre, scoppiò la peste il che ridusse ulteriormente il numero degli abitanti presenti. I danni totali alla fine del conflitto ammontarono a 100 000 fiorini il che mise fortemente in crisi l'economia locale già provata dai disagi bellici.
Per far fronte ai problemi finanziari, il conte Giovanni Reinardo I fece coniare nuove monete per combattere la svalutazione, riuscendo a trarre profitto da questa manovra. Tra il 1621 ed il 1622 con 110 quintali di argento puro riuscì a coniare talleri per un valore di 70 000 fiorini.

### La morte
Giovanni Reinardo I morì il 19 novembre 1625 a Lichtenberg e ivi fu sepolto.

## Matrimonio e figli
Giovanni Reinardo I sposò il 22 ottobre 1593 a Weikersheim Maria Elisabetta di Hohenlohe-Neuenstein (12 giugno 1576 - 21 gennaio 1605, Wörth), figlia del conte Wolfgang di Hohenlohe-Neuenstein (14 giugno 1546 - 28 marzo 1610) e di Maddalena di Nassau (15 dicembre 1547 -† 16 maggio 1643). Dal loro matrimonio nacquero i seguenti eredi:
- Filippo Volfango (31 luglio 1595, Buchsweiler - 24 febbraio 1641, Buchsweiler).
- Agata Maria (22 agosto 1599, Buchsweiler - 23 maggio 1636, Baden), sposò Giorgio Federico di Rappoltstein (1593 - 1651)
- Anna Maddalena (14 dicembre 1600, Buchsweiler - 22 febbraio 1673)
- Elisabetta Giuliana (29 giugno 1602, Buchsweiler - 21 aprile 1603, Worth)

Giovanni Reinardo I, alla morte della prima moglie, si risposò il 17 novembre 1605 con Anna di Salm-Neufville (14 marzo 1582 - 1636), figlia del conte Federico I di Salm-Neufville (3 febbraio 1547 - 26 ottobre 1608). La coppia non ebbe figli.